# (6211) Tsubame
Pour les articles homonymes, voir Tsubame (homonymie).
(6211) Tsubame est un astéroïde de la ceinture principale.

## Description
(6211) Tsubame est un astéroïde de la ceinture principale. Il fut découvert le 19 février 1991 à Nasukarasuyama par Shigeru Inoda et Takeshi Urata. Il présente une orbite caractérisée par un demi-grand axe de 2,76 UA, une excentricité de 0,09 et une inclinaison de 8,5° par rapport à l'écliptique.

## Compléments